# Brendan Ormsby
Brendan Thomas Christopher Ormsby (Grimsby, 1º ottobre 1960) è un allenatore di calcio ed ex calciatore inglese, di ruolo difensore.

## Caratteristiche tecniche
Era un difensore centrale.

## Carriera

### Giocatore
Esordisce tra i professionisti nella stagione 1978-1979 con la maglia dell'Aston Villa, club della prima divisione inglese, con cui gioca 2 partite di campionato; nella stagione 1979-1980 inizia a giocare con maggiore regolarità, disputando 23 partite, mentre nella stagione 1980-1981 vince il campionato. Nella stagione 1981-1982 oltre a 12 partite nella prima divisione inglese disputa anche 2 partite in Coppa dei Campioni, competizione che viene vinta dalla sua squadra. In seguito, dal 1983 si guadagna un posto da titolare fisso: nelle stagioni 1983-1984 e 1984-1985 disputa infatti rispettivamente 32 e 34 partite nella prima divisione inglese, segnando anche 2 reti in ciascuno di questi due campionati; disputa inoltre anche 4 partite (nelle quali mette a segno un gol) nella Coppa UEFA 1983-1984. Nella stagione 1985-1986 dopo ulteriori 14 presenze in campionato viene ceduto a titolo definitivo al Leeds Utd, club di seconda divisione, di cui in seguito diventa per un periodo anche capitano e con cui al termine della stagione 1989-1990 conquista una promozione in prima divisione. Nell'arco delle sue quattro stagioni e mezzo con i Whites (che lo cedono subito dopo la promozione in prima divisione) totalizza complessivamente 57 presenze e 7 reti in seconda divisione.
Nell'estate del 1990 scende di due categorie e va a giocare in quarta divisione al Doncaster, club in cui rimane per due stagioni; gioca poi un'ulteriore stagione in questa categoria con la maglia dello Scarborough. Nell'estate del 1993 si trasferisce in Irlanda per diventare contemporaneamente giocatore ed allenatore del Waterford United, club della prima divisione locale; a fine stagione torna in patria, e nella stagione 1994-1995 gioca 2 partite in quarta divisione con il Wigan; si ritira definitivamente al termine della stagione 1995-1996, trascorsa nei semiprofessionisti del Garforth Town.

### Allenatore
Dopo la già citata esperienza al Waterford United, conclusa con un settimo posto in classifica, ha smesso momentaneamente di allenare fino al termine della carriera da calciatore; in seguito ha allenato nei settori giovanili di vari club dilettantistici, ad eccezione della stagione 2011-2012, trascorsa in Northern Counties East Football League (nona divisione) alla guida dei Pontefract Collieries.

## Palmarès

### Giocatore

#### Competizioni nazionali
- Campionato inglese: 1

Aston Villa: 1980-1981
- FA Charity Shield: 1

Aston Villa: 1981
- Campionato inglese di seconda divisione: 1

Leeds United: 1989-1990

#### Competizioni internazionali
- Coppa dei Campioni: 1

Aston Villa: 1981-1982
- Supercoppa UEFA: 1

Aston Villa: 1982